# Acropora indonesia
Acropora indonesia är en korallart som beskrevs av Wallace 1997. Acropora indonesia ingår i släktet Acropora och familjen Acroporidae. IUCN kategoriserar arten globalt som sårbar. Inga underarter finns listade i Catalogue of Life.